# Digitaler Textildruck
Der Begriff Digitaler Textildruck bezeichnet das druckformlose Bedrucken von Gewebe mit Mustern im industriellen Textildruck. Neben neuen Problemen (siehe unten) bietet er einige Vorteile gegenüber dem analogen Druck (vgl. Digitaldruck).

## Geschichte
Seit 1995 wird am Einsatz des Digitaldrucks für den Textildruck geforscht.
Der Drucker TruColor TCP Jetprinters der Firma Stork war einer der ersten, die die Anwendung der Inkjet-Technologie für den Textildruck ermöglichten.

## Erzeugung eines Farbtons
Im klassischen Textildruck werden die Farben vor dem Druck definiert und nach einem Mischalgorithmus (vgl. Subtraktive Farbmischung) zusammengemischt, das heißt es werden in der Regel 3 Farbstoffe gesucht, deren Summe von Farbspektren dem Spektrum der gesuchten Zielfarbe entspricht. Beim Digitalen Textildruck werden, wie bei jedem anderen Digitaldrucksystem, die Farben direkt auf dem Substrat aus den zur Verfügung stehenden Prozessfarben gemischt. Im digitalen Textildruck würde CMYK allein nicht ausreichen da der Farbraum zu gering ist. Mittels moderner Colormanagement Software können aber auch 4-Farbige Maschinen mittlerweile eine gute Farbrange abdrucken.